# 臨松郡
臨松郡，中国前涼时设置的郡。

## 建置沿革
前涼後期，分張掖郡置臨松郡，領臨松等縣，治所為臨松，屬涼州。前涼滅亡後，臨松郡相繼為前秦（376年－386年）、後涼（386年－398年）、北涼（398年－439年）所有。北涼玄始元年（412年），臨松郡改屬秦州。承和八年（440年），臨松郡降於北魏，郡廢。
北魏孝文帝時，復置臨松郡，領安平、和平二縣，治所為安平，屬涼州。北朝後期郡廢。

## 太守
- 沮渠孔篤，北涼沮渠蒙遜永安三年（403年）自殺。[1]